# 宋文治
宋文治（1919年—1999年），笔名宋灏，男，江苏太仓人，中国国画家，曾任中国美术家协会理事。